# Station Bernay
Station Bernay is een spoorwegstation in de Franse gemeente Bernay.

## Treindienst
| Serie | Treinsoort | Route                                                                          | Bijzonderheden |
| ----- | ---------- | ------------------------------------------------------------------------------ | -------------- |
| K 3+  | TER (SNCF) | Paris Saint-Lazare – Évreux-Normandie – Bernay – Lisieux – Trouville-Deauville |                |